# Ponceau 4R
Le Ponceau 4R (également nommé C.I. 16255, Rouge cochenille A, Cochineal Red A, Cochenille rouge A, New Coccine, Coccine Nouvelle, Food Red 7, Acid Red 18, SX purple, Brilliant scarlet 4R) est un colorant azoïque de synthèse utilisé comme colorant alimentaire (E124).

## Description de l'additif E124 (Ponceau 4R)
Il se présente sous forme de poudre ou granules rougeâtres, solution aqueuse rouge. Malgré son nom, il n'est pas fabriqué à partir de cochenilles.

## Risques
Risque d'allergie chez les personnes qui sont intolérantes aux salicylates (aspirine, baies, fruits).
En association avec les benzoates (E210-E215), le Ponceau 4R serait impliqué dans un grand pourcentage de cas du syndrome d'hyperactivité chez les enfants.

## Réglementation
Ce colorant alimentaire est considéré comme cancérigène et est interdit aux États-Unis (depuis 1977), en Norvège et en Suède.[réf. nécessaire]
Le parlement européen a décidé que tout aliment contenant du E124 doit comporter la mention particulière "Peut avoir des effets indésirables sur l’activité et l’attention chez les enfants" ,,